# Rancho la Luz
Rancho la Luz är en ort i Mexiko, tillhörande kommunen Tecámac i delstaten Mexiko. Rancho la Luz ligger i den centrala delen av landet och tillhör Mexico Citys storstadsområde. Orten hade 304 invånare vid folkmätningen 2010.